# Myrsine poumensis
Myrsine poumensis är en viveväxtart som först beskrevs av Maurice Schmid, och fick sitt nu gällande namn av Ricketson och Pipoly. Myrsine poumensis ingår i släktet Myrsine och familjen viveväxter. Inga underarter finns listade i Catalogue of Life.